# (100051) Davidhernandez
(100051) Davidhernandez es un asteroide perteneciente al cinturón de asteroides, descubierto el 6 de octubre de 1991 por Andrew Lowe desde el Observatorio del Monte Palomar, Estados Unidos.

## Designación y nombre
Designado provisionalmente como 1991 TC16. Fue nombrado Davidhernandez en homenaje a “David A. Hernández”, sobrino del descubridor.

## Características orbitales
Davidhernandez está situado a una distancia media del Sol de 2,187 ua, pudiendo alejarse hasta 2,274 ua y acercarse hasta 2,100 ua. Su excentricidad es 0,039 y la inclinación orbital 5,837 grados. Emplea 1181 días en completar una órbita alrededor del Sol.

## Características físicas
La magnitud absoluta de Davidhernandez es 16,6.